# Perizoma derasata
Perizoma derasata är en fjärilsart som beskrevs av Franz Paula von Schrank 1802. Perizoma derasata ingår i släktet Perizoma och familjen mätare. Inga underarter finns listade i Catalogue of Life.